# Robert Bucaille
Pour les articles homonymes, voir Bucaille.
Robert Bucaille, né le 20 janvier 1905  à Lozon et mort le 29 juillet 1992 dans le 15e arrondissement de Paris , est un artiste-peintre français.

## Biographie
Robert Bucaille a commencé sa carrière artistique dans sa ville natale de Cherbourg, où il a étudié à l’École des Beaux-Arts. Dans les années 1930, ses œuvres figuratives font place à des dessins et collages d'inspiration surréaliste, ainsi qu'à des ouvrages qu'il publie en collaboration avec son frère Max ("Images concrètes de l'insolite" et Pays égarés)
Sa peinture va évoluer vers l'abstraction, et après des années d’expérimentations artistiques, Robert Bucaille trouve son propre langage pictural à la fin des années soixante. Ses tableaux, empreints de calme et de sérénité mais qui semblent mouvants,  sont construits par la juxtaposition, plus ou moins éloignée, de bâtonnets colorés. 
Une rétrospective lui a été consacrée en 2001 par le Musée Thomas Henry de Cherbourg,. Préparée par Jean-Luc Dufrêne, alors conservateur au musée, l'exposition Robert Bucaille, 1905-1992 : Du surréalisme à l'abstraction, a été accompagnée d'un catalogue d'exposition.
Une fondation, sous l'égide de la Fondation de France, a été créée pour veiller à son œuvre.